# Palmiste Lake
Palmiste Lake är en sjö i Grenada.   Den ligger i parishen Saint John, i den västra delen av landet, 9 km norr om huvudstaden Saint George's. Palmiste Lake ligger 250 meter över havet. Den ligger på ön Grenada. Omgivningarna runt Palmiste Lake är en mosaik av jordbruksmark och naturlig växtlighet.